# ダレル・アーサー
ダレル・アントワン・アーサー（Darrell Antwonne Arthur、1988年3月25日 - ）は、アメリカ合衆国・テキサス州ダラス出身の元バスケットボール選手。身長206cm、体重107kg。ポジションはパワーフォワード。NBAのメンフィス・グリズリーズなどに所属していた。

## 来歴
地元ダラスの高校を卒業後、同じダラス出身の元NBA選手グレッグ・オスタータグのファンだったというアーサーは、そのオスタータグの母校でもある名門カンザス大学に進学。2年生時の2007-08シーズンにNCAAトーナメントで優勝を経験したアーサーは、2008年のNBAドラフトにアーリーエントリーを表明。ところが当日のドラフトでは、27位でニューオーリンズ・ホーネッツから指名された後、ヒューストン・ロケッツとポートランド・トレイルブレイザーズを経てメンフィス・グリズリーズに交渉権が辿り着くという、1日で3度のトレードを味わう羽目になった。
更にドラフト後の9月に行われた新人研修では、マリオ・チャルマーズとマイケル・ビーズリーがマリファナを吸い、女性も連れ込んだことが問題となったが、この件にアーサーも関与していたとして、20,000ドルの罰金を科せられた。
いきなり躓いたアーサーは、ルーキーシーズンこそ64試合に先発出場の機会を得たものの、2009-10シーズン以降はザック・ランドルフの控え役に甘んじ、2011-12シーズンは膝の負傷の為にシーズン全休。その後2013年のNBAドラフト開催日に、コスタ・クーファスとのトレードで、グリズリーズが55位で指名したジョフリー・ラヴァーニュの保有権と共にデンバー・ナゲッツに移籍した。
2015年8月7日、ナゲッツと再契約した。

## その他
- 背番号「00」は、同じダラス出身で、カンザス大学の先輩にもあたり、ユタ・ジャズなどで活躍したグレッグ・オスタータグに敬意を表してのものだそうである。